# Aeroportul Regional Anniston
Aeroportul Regional Anniston (IATA: ANB, ICAO: KANB, FAA LID: ANB) este un aeroport din Alabama, Statele Unite ale Americii ce deservește zona Anniston. Aeroportul a fost tranzitat în 2019 de 324 de pasageri. A fost numit după zona deservită.
Situat la o altitudine de 187 m, aeroportul dispune de 1 pistă.

## Infrastructură

### Piste
Aeroportul dispune de o singură pistă. Pista 05/23 are suprafața de asfalt și dimensiunile 7.000 picioare × 150 picioare. 